# Unisport Austria
Unisport Austria ist die österreichische Universitätssportorganisation und organisatorisch im Bundesministerium für Bildung, Wissenschaft und Forschung unter Bundesminister Heinz Faßmann eingegliedert.
Unisport Austria ist Mitglied in der Internationalen Universitätssportorganisation FISU, in der europäischen Universitätssportorganisation EUSA und außerordentliches Mitglied bei der österreichischen Bundessportorganisation Sport Austria.
Der Universitätssport in Österreich hat eine über 170 Jahre lange Tradition. Mit kaiserlich-ministeriellem Erlass (Leo Graf Thun-Hohenstein) vom 24. September 1848 wurde der Universitätssport an der Universität Wien eingerichtet. Rudolf von Stephani führt den Turnbetrieb an der Universität Wien für Studenten. Schon im Wintersemester 1849/50 stieg die Zahl der Teilnehmer im Turnbetrieb auf 550. Während in der ersten Zeit nur in einer Halle geturnt werden konnte, wurde 1851 ein Sommerturnplatz im Obstgarten des Theresianums eröffnet. Die UTA Wien (jetzt: USI Wien) ist damit eine der ältesten Hochschulsport-Einrichtungen weltweit. Auch heute noch liegen die Agenden des Universitätssports im für Wissenschaft und Universitäten zuständigen Bundesministerium.

## Mitglieder
Die österreichische Universitätssportorganisation ist gesetzlich eingerichtet und sieht keine Mitgliedschaften vor. Stattdessen ist im Universitätsgesetz 2002 der Teilnehmerkreis geregelt. Darauf aufbauend versorgen sieben Standorte (ab 1. Januar 2022 acht) sämtliche österreichische Hochschulen und deren Studierenden. Dies sind 22 staatliche Universitäten, 21 Fachhochschulen, 16 Privatuniversitäten und 14 Pädagogische Hochschulen mit insgesamt rd. 367.000 Studierenden.

## Universitäts-Sportinstitute (USI)
Gesetzlich sind an öffentlichen Universitäten Universitäts-Sportinstitute als Standortversorger eingerichtet. Der größte Standort in Wien versorgt über die Hälfte aller österreichischen Studierenden.
| Universitäts-Sportinstitut | Gründungsjahr | Trägeruniversität                   |
| -------------------------- | ------------- | ----------------------------------- |
| USI Wien                   | 1848          | Universität Wien                    |
| USI Graz                   | 1955          | Universität Graz                    |
| USI Innsbruck              | 1959          | Universität Innsbruck               |
| USI Salzburg               | 1965          | Universität Salzburg                |
| USI Leoben                 | 1972          | Montanuniversität Leoben            |
| USI Linz                   | 1968          | Universität Linz                    |
| USI Klagenfurt             | 1984          | Universität Klagenfurt              |
| USI Krems                  | 2022          | Universität für Weiterbildung Krems |